# Willibald Gerlach
Willibald Gerlach (* 13. Februar 1884 in Berlin; † 1960) war ein deutscher Versicherungsjurist.

## Werdegang
Gerlach besuchte ein evangelisches Humanistisches Gymnasium. Er studierte Rechtswissenschaften und Staatswissenschaften in Genf und Berlin und promovierte 1908 an der Juristischen Fakultät der Universität Erlangen.
Anschließend war er in leitender Stellung bei Kraftfahrzeugversicherungsunternehmen tätig. Während des Ersten Weltkriegs wurde er zum Kriegsdienst herangezogen und im Oktober 1915 an der Ostfront bei Dünaburg schwer verletzt. Es folgten fünf Jahre Gefangenschaft in Sibirien.
Nach der Heimkehr wurde er Leiter der Fachuntergruppe Kraftfahrzeugversicherung in beiden Wirtschaftsgruppen der Reichsgruppe Versicherungen. Er war außerdem Vorsitzender der Tarifgemeinschaft der Kraftfahrzeugversicherer. 
Er war Vorstandsmitglied der Albingia-Versicherungs-AG in Hamburg von 1934 bis 1955 und  nach dem Zweiten Weltkrieg war er Vorsitzender des Verbandes der Haftpflicht-, Unfall- und Kraftverkehrsversicherer.

## Ehrungen
- 1955: Großes Verdienstkreuz der Bundesrepublik Deutschland